# 杰尔杰伊
杰尔杰伊（義大利語：Gergei），是意大利撒丁大区南撒丁省的一个市镇。总面积36.07平方公里，人口1326人，人口密度36.8人/平方公里（2009年）。ISTAT代码为092113。